# Lijst van rijksmonumenten in Arcen
De plaats Arcen, gemeente Venlo telt 19 inschrijvingen in het rijksmonumentenregister. Hieronder een overzicht.
| Object                                                                     | Oorspronkelijke functie?  | Bouwjaar                                                                               | Architect                    | Locatie                              | Coördinaten?                  | Nr.?   | Afbeelding        |
| -------------------------------------------------------------------------- | ------------------------- | -------------------------------------------------------------------------------------- | ---------------------------- | ------------------------------------ | ----------------------------- | ------ | ----------------- |
| Petrus- en Pauluskerk vanwege klokken, priesterzerk en houten kruisbeeldje | onderdelen kerk           | 1861/1684 (klokken)                                                                    | Petrus van Trier (klok 1684) | Burgemeester Gubbelsplein 1          | 51° 28' 31" NB, 6° 10' 52" OL | 8263   | Meer afbeeldingen |
| Lingsfort                                                                  | Fort, vesting en -onderdl |                                                                                        |                              | Hazepootjesberg                      | 51° 28' 33" NB, 6° 13' 7" OL  | 8265   | Upload foto       |
| Kurversgraaf                                                               | Gracht                    | vermoedelijk 15e eeuw                                                                  |                              | Burgemeester Van Soest-Jansbekeplein | 51° 28' 24" NB, 6° 10' 54" OL | 8266   | Upload foto       |
| De Schans: huis met gezwenkte topgevel en tandlijsten                      | Woonhuis                  | 1737 (jaartalankers)                                                                   |                              | Schans 1                             | 51° 28' 25" NB, 6° 10' 47" OL | 8267   | Meer afbeeldingen |
| Wymarse Molen                                                              | Industrie- en poldermolen | 1677/1990                                                                              |                              | Schans 20a                           | 51° 28' 12" NB, 6° 10' 57" OL | 8268   | Meer afbeeldingen |
| Schanstoren                                                                | Fort, vesting en -onderdl | begin 15e eeuw                                                                         |                              | Schans bij 18                        | 51° 28' 20" NB, 6° 10' 45" OL | 8269   | Meer afbeeldingen |
| Sint-Annakapel                                                             | Kerk en kerkonderdeel     | 18e eeuw                                                                               |                              | bij Broekhuizerweg                   | 51° 28' 45" NB, 6° 10' 38" OL | 8270   | Meer afbeeldingen |
| Resten van de Fossa Eugeniana: drie schansen                               | Waarnemingspost           | 1626-1629                                                                              |                              | Lingsforterweg bij 140               | 51° 28' 27" NB, 6° 13' 10" OL | 8271   | Upload foto       |
| Terrein waarin gebouwsporen                                                | Archeologisch monument    | Romeinse Tijd                                                                          |                              | Steeningseweg                        | 51° 29' 29" NB, 6° 10' 19" OL | 45000  | Upload foto       |
| Verhoogd terrein waarin de resten van een klooster.                        | Archeologisch monument    | ca. 1450-1586                                                                          |                              | langs Rijkweg N271                   |                               | 45001  | Upload foto       |
| Terrein waarin aanleg en overblijfselen van een gebouw                     | Archeologisch monument    | 14e eeuw                                                                               |                              | Witveldweg                           | 51° 28' 46" NB, 6° 11' 6" OL  | 45004  | Upload foto       |
| Kasteel Arcen: hoofdgebouw                                                 | Kasteel, buitenplaats     | eerste helft 18e eeuw (herenhuis) bijgebouwen (1653) 1713 (schuur) 1748 (torenuurwerk) |                              | Lingsforterweg 26                    | 51° 28' 16" NB, 6° 11' 2" OL  | 521467 | Meer afbeeldingen |
| Kasteel Arcen: historische tuin- en parkaanleg                             | Tuin, park en plantsoen   | 17e eeuw                                                                               |                              | Lingsforterweg bij 26                | 51° 28' 9" NB, 6° 11' 7" OL   | 521468 | Meer afbeeldingen |
| Kasteel Arcen: toegangsbrug en kademuren buitengracht                      | Tuin, park en plantsoen   | 17e eeuw                                                                               |                              | Lingsforterweg bij 26                | 51° 28' 9" NB, 6° 11' 7" OL   | 521469 | Meer afbeeldingen |
| Poortgebouw Kasteel Arcen                                                  | Bijgebouwen kastelen enz. | 1653                                                                                   |                              | Lingsforterweg bij 26                | 51° 28' 12" NB, 6° 11' 3" OL  | 521470 | Meer afbeeldingen |
| Koetshuis Kasteel Arcen                                                    | Bijgebouwen kastelen enz. | eind 17e eeuw en begin 18e eeuw                                                        |                              | Lingsforterweg bij 26                | 51° 28' 12" NB, 6° 11' 3" OL  | 521472 | Meer afbeeldingen |
| Kasteel Arcen: toegangsbrug en kademuren binnengracht                      | Tuin, park en plantsoen   | 17e/18e eeuw                                                                           |                              | Lingsforterweg bij 26                | 51° 28' 9" NB, 6° 11' 7" OL   | 521474 | Meer afbeeldingen |
| Kasteel Arcen: boogbrug                                                    | Tuin, park en plantsoen   | 17e/18e eeuw                                                                           |                              | Lingsforterweg bij 26                | 51° 28' 9" NB, 6° 11' 7" OL   | 521475 | Upload foto       |
| Tiendschuur Kasteel Arcen                                                  | Bijgebouwen kastelen enz. | 1713                                                                                   |                              | Lingsforterweg bij 26                | 51° 28' 21" NB, 6° 11' 4" OL  | 521476 | Meer afbeeldingen |
| Inaborg                                                                    | Tuin, park en plantsoen   |                                                                                        |                              | Lingsforterweg bij 26                | 51° 28' 26" NB, 6° 11' 3" OL  | 530018 | Upload foto       |